# Wahlqualifikation
Eine Wahlqualifikation ist eine Differenzierungsmöglichkeit für staatlich anerkannte Ausbildungsberufe. Sie werden in der Ausbildungsordnung für den jeweiligen Ausbildungsberuf beschrieben. Neben verpflichtenden Inhalten, die allen Auszubildenden vermittelt werden müssen, können Betriebe mittels Wahlqualifikationen modulare Ausbildungsabschnitte im Umfang einiger Wochen bis einiger Monate in die Ausbildung einfließen lassen. Durch diesen modularen Charakter wird häufig auch von Wahlqualifikationseinheiten gesprochen.

## Anwendungsbereich
Wahlqualifikationen kommen als Strukturelement insbesondere für Ausbildungsberufe in Betracht, die von spezialisierten Branchen nachgefragt werden. Jeder dieser Betriebe bearbeitet dabei ein anderes Aufgabenspektrum. Die Betriebe können verschiedene Qualifikationen einzelner Bereiche durch die Nutzung von Wahlqualifikationen miteinander kombinieren. Dazu steht ihnen eine Auswahlliste entsprechend den Vorgaben der Ausbildungsordnung zur Verfügung (z. B. drei Wahlqualifikationen aus neun).
Wahlqualifikationen werden im Ausbildungsberufsbild, im Ausbildungsrahmenplan sowie in den Prüfungen berücksichtigt. Ihr Umfang beträgt insgesamt zwischen sechs und 18 Monate.

## Zielsetzung
Wahlqualifikationen sollen einen „schnelleren Übergang in künftige Arbeitsplatzsituationen ohne wesentliche Einarbeitungszeiten bei zugleich erhöhter Handlungskompetenz ermöglichen.“
Weiterhin sollen Wahlqualifikationen der Vertiefung bereits erworbener Qualifikationen dienen. Die Auszubildenden sollen über ein neues Arbeitsgebiet „hinaus
- selbständiges, eigenverantwortliches Arbeiten lernen und trainieren,
- einen Überblick über Methoden erwerben und zum Transferdenken befähigt werden,
- Strategien zur Problemerkennung und Problemlösung kennenlernen und anwenden,
- Entscheidungskompetenz erwerben.“[4]

## Beispiel Automatenfachmann
Im Jahr 2008 trat der Ausbildungsberuf Automatenfachmann in Kraft. Er verfügt über eine modulare Struktur, die im dritten Jahr Wahlqualifikationen beinhaltet. Die ersten beiden Ausbildungsjahre sind identisch mit der zweijährigen Ausbildung zur Fachkraft für Automatenservice. Im dritten Ausbildungsjahr stehen die folgenden Wahlqualifikationen zur Verfügung:
- Kaufmännische Geschäftsprozesse in der Automatenwirtschaft
- Installation und Inbetriebnahme von Automaten

Beide Wahlqualifikationen haben einen Umfang von 24 Wochen.
Neben diesen Modulen stehen vier weitere Wahlqualifikationen mit einem Umfang von je 13 Wochen zur Auswahl:
- Marketing
- Personalwirtschaft
- Instandhaltung von Automaten
- Informations- und Kommunikationstechnik für Automaten.

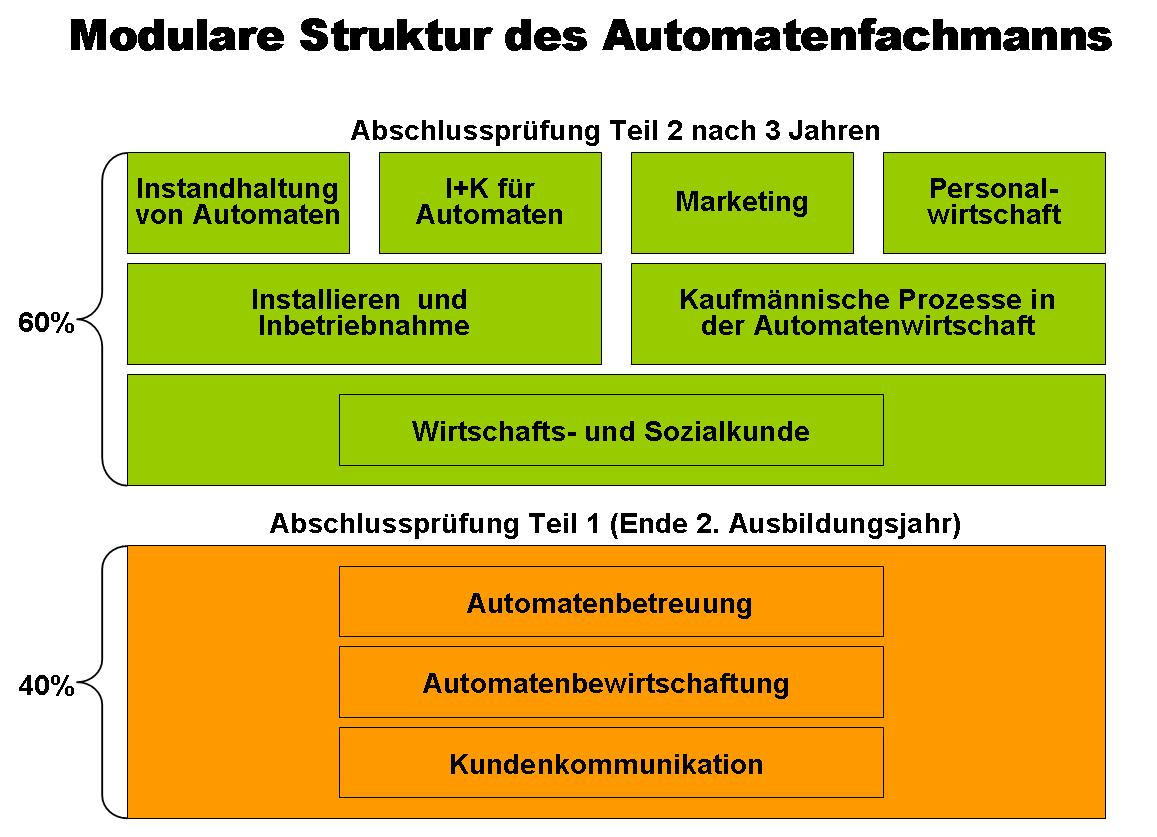
Wahlqualifikationen beim Ausbildungsberuf Automatenfachmann

Das dritte Ausbildungsjahr kann von den Unternehmen durch eine geschickte Auswahl der Module so gestaltet werden, dass ein eher kaufmännisches oder ein eher technisches Ausbildungsprofil entsteht.
Für ein kaufmännisches Profil wählt der Betrieb die folgenden drei Wahlqualifikationen:
- Kaufmännische Geschäftsprozesse in der Automatenwirtschaft (24 Wochen)
- Marketing (13 Wochen)
- Personalwirtschaft (13 Wochen)

Um ein technisches Profil zu erzielen, wählt der Betrieb die folgenden Wahlqualifikationen:
- Installation und Inbetriebnahme von Automaten (26 Wochen)
- Instandhaltung von Automaten (13 Wochen)
- Informations- und Kommunikationstechnik für Automaten (13 Wochen)

Neben diesen Modulen werden allen Auszubildenden in einem Umfang von zwei Wochen Qualifikationen für das unternehmerische Handeln vermittelt. Somit erhält man die Regelausbildungsdauer von 52 Wochen (3. Ausbildungsjahr).

## Abgrenzung zu anderen Differenzierungsmöglichkeiten

### Monoberuf
Berufe, die keine Binnendifferenzierungen aufweisen, werden als Monoberufe bezeichnet. Das Qualifikationsprofil des Berufes weist dabei keine Spezialisierung auf. Eine ‚Quasi-Binnendifferenzierung‘ kann dadurch erreicht werden, dass die Ausbildungsinhalte möglichst technikneutral formuliert werden.

### Beruf mit Fachrichtungen
Die Verwendung von Fachrichtungen stellt die stärkste Form der Binnendifferenzierung in einem Beruf dar. Es handelt sich dabei um eine implizite Differenzierung. Fachrichtungen kommen häufig zur Anwendung, wenn branchenspezifische Besonderheiten vorliegen. Bei einem dreijährigen Ausbildungsberuf mit Fachrichtungen sind in der Regel die ersten beiden Ausbildungsjahre identisch. Im dritten Jahr erfolgen die spezifischen Fertigkeiten, Kenntnisse und Fähigkeiten der jeweiligen Branche. Der Ausbildungsberuf Technischer Modellbauer kennt beispielsweise die drei Fachrichtungen ‚Gießerei‘, ‚Karosserie und Produktion‘ sowie ‚Anschauung‘. Die Fachrichtungen werden sowohl im Ausbildungsberufsbild, im Ausbildungsrahmenplan wie auch in den Abschlussprüfungen berücksichtigt. Fachrichtungen werden daher in der Berufsbezeichnung, wie auch im Prüfungszeugnis bzw. dem Gesellenbrief ausgewiesen. Eine Fachrichtung hat einen Umfang von sechs bis maximal 18 Monaten.
Wahlqualifikationen können auch mit Fachrichtungen kombiniert werden. So verfügt der Ausbildungsberuf Drucker über Fachrichtungen und innerhalb der Fachrichtungen wiederum über Wahlqualifikationen.

### Beruf mit Schwerpunkten
Eine implizierte Differenzierung stellt ein Ausbildungsberuf mit Schwerpunkten dar. Hier werden im zweiten und dritten Ausbildungsjahr modulare Inhalte im Umfang von (i. d. R.) sechs bis maximal zwölf Monaten der gesamten Ausbildungszeit angeboten. Schwerpunkte werden nur im Ausbildungsrahmenplan und in den Prüfungen berücksichtigt. Beispiele für Berufe mit Schwerpunkte sind der Maschinen- und Anlagenführer oder der Baustoffprüfer.

### Beruf mit Einsatzgebieten
Ein Einsatzgebiet stellt die schwächste Form der Binnendifferenzierung dar. Hier wird die Ausbildung in einem oder mehreren Einsatzgebieten in einem Umfang von maximal 12 Monaten vertieft. Das Einsatzgebiet kann in der Prüfung berücksichtigt werden. Berufe mit Einsatzgebieten sind beispielsweise die industriellen Metallberufe, z. B. der Anlagenmechaniker oder der Werkzeugmechaniker.

## Wahlqualifikation als Zusatzqualifikation
Da Wahlqualifikationen als modulare Ausbildungsabschnitte ausgeführt sind, bietet es sich an, diese Abschnitte auch als Zusatzqualifikation anzubieten. Ein leistungsstarker Auszubildender lernt während der regulären Ausbildungszeit auch die Inhalte einer weiteren, regulär nicht angebotenen Wahlqualifikation. Er legt neben der regulären Abschlussprüfung eine weitere Prüfung in seiner Zusatzqualifikation ab. Werden diese Zusatzqualifikationen in einer Ausbildungsordnung verankert, spricht man von kodifizierten Zusatzqualifikationen. Beispiele für Berufe mit diesen kodifizierten Zusatzqualifikationen sind beispielsweise der Musikfachhändler oder der Medientechnologe Siebdruck.

## Beispiele für Berufe mit Wahlqualifikationen
- Automatenfachmann
- Chemielaborant
- Fleischer
- Immobilienkaufmann
- Kaufmann im Einzelhandel
- Lacklaborant
- Medientechnologe Druck
- Medientechnologe Siebdruck
- Musikfachhändler
- Packmitteltechnologe
- Papiertechnologe